# الجرب (ملحان)

تعديل مصدري - تعديل

الجرب هي إحدى قرى عزلة جبع بمديرية ملحان التابعة لمحافظة المحويت، بلغ تعداد سكانها 178 نسمة حسب تعداد اليمن لعام 2004.